# 2649 Онґак
2649 Онґак (2649 Oongaq) — астероїд головного поясу, відкритий 29 листопада 1980 року.
Тіссеранів параметр щодо Юпітера — 3,356.